# Từ để đếm Triều Tiên
Giống như tiếng Trung và tiếng Nhật, tiếng Triều Tiên sử dụng từ đo lường hoặc từ để đếm để đếm đồ vật hoặc sự kiện, trong tiếng Triều Tiên gọi là subullyusa (Hangeul:수분류사 / Hanja: 數分類詞).
Trong tiếng Anh, người ta thường hay nói là, "hai tờ của giấy" hơn là "hai tờ giấy". Trong tiếng Triều Tiên, thuật ngữ jang (장/張) được sử dụng để đếm tờ, hoặc giấy-vật liệu nói chung. Vì vậy "mười vé xe buýt" sẽ là beoseu pyo yeol jang (버스 표 열 장 / 버스 票 열 張), nghĩa đen là, "vé xe buýt mười 'tờ'". Trong thực tế, nghĩa của từ để đếm thường được mở rộng theo ý ẩn dụ hoặc dựa trên hình ảnh khác. Ví dụ, ngoài việc đếm những tờ giấy đơn giản, jang trong tiếng Triều Tiên có thể sử dụng để đề cập đến những vật mỏng tương tự như giấy. Lá (namunnip 나뭇잎) được tính bằng cách sử dụng từ đếm này.
Có hai hệ thống số trong tiếng Triều Tiên: gốc Hàn và Hán-Triều. Số gốc Hàn được sử dụng với hầu hết các từ để đếm. yeol gwa (열 과 / 열 課) nghĩa là '10 bài' trong khi sip gwa (십과/十課) có nghĩa là 'bài 10.' Số đếm Hán-Triều được sử dụng với (nhưng không phải tất cả, thường là si (시/時), nghĩa là "giờ") số đếm thời gian.

## Ví dụ
Một vài từ để đếm đi với số gốc Hàn:
- gae (개/個) -- 'điều' nói chung.
- beol (벌) -- phụ kiện của trang phục
- bun (분) -- người (kính ngữ)
- cheok (척/隻) -- thuyền và tàu
- chae (채) -- nhà
- dae (대/臺) -- Xe (xe hơi, máy bay) và máy móc (bao gồm máy tính)
- dong (동/棟) -- tòa nhà
- geuru (그루) -- cây
- gwa (과/課) -- bài (nếu đi chung với số Hán-Triều, bài số)
- gwon (권/券) -- sách
- jang (장/張) -- giấy
- jul (줄) -- nghĩa đen: hàng. hướng theo một hàng (gimbap, bàn, ghế)
- kyeolle (켤레) -- bao tay và vớ (đôi)
- mari (마리) -- động vật
- myeong (명/名) -- người (thân mật)
- pil (필/匹) -- ngựas, bò
- pogi (포기) -- cải thảo
- pun (푼) -- penny
- sal (살) -- năm
- song-i (송이) -- hoa, chùm nho, nải chuối
- tol (톨) -- gạo (chưa nấu), đá
- tong (통/通) -- chữ cái, điện báo, điện thoại, và e-mail
- tong (통) -- dưa hâu61s

Một vài từ để đếm đi với số Hán-Triều:
- nyeon (년/年) -- năm (cho ngày; 2014년, 1998년)
- wol (월/月) -- tháng (cho ngày; 일월: tháng 1, 이월: tháng 2,...)
- il  (일/日) -- day (cho ngày)
- gwa (과/課) -- bài số
- won (원) -- Won
- hagnyeon (학년/學年) -- cấp bậc giáo dục, lớp (2학년: năm 2, năm thứ 2 đại học)
- jeom  (점/點) -- lớp (100점)

Một số động từ có chức năng như từ để đếm:
- byeong (병/甁) -- chai
- cheung (층/層) -- tầng (của tòa nhà), layers
- geureut (그릇) -- bát ăn
- gok (곡/曲) -- bài hát
- jan (잔/盞) -- ly và cốc
- saram (사람) -- người (thân mật)
- tong (통/桶) -- côngtenơ, thùng

Một vài từ được sử dụng để đếm trong số nhiều:
- jeop (접) -- một trăm quả hồng
- ko (코) -- hai mươi cá minh thái
- pan (판/板) -- 30 quả trứng
- son (손) -- hai con cá
- daseu/taseu (다스/타스) -- 1 tá